# منحنى الشخصية
منحنى الشخصية أو قوس الشخصية (بالإنجليزية: Character arc)‏ هو التحول أو الرحلة الداخلية للشخصية على مدار القصة. إذا كان للقصة منحنى شخصي، تبدأ الشخصية كنوع واحد من الأشخاص وتتحول تدريجياً إلى نوع مختلف من الأشخاص استجابة للتطورات المتغيرة في القصة. نظرًا لأن التغيير غالبًا ما يكون جوهريًا ويؤدي من سمة شخصية واحدة إلى سمة معاكسة تمامًا (على سبيل المثال، من الجشع إلى الإحسان)، غالبًا ما يستخدم المصطلح الهندسي منحنى لوصف التغيير الشامل. في معظم القصص، الشخصيات الرئيسية والأبطال هم الأكثر احتمالية لتجربة أقواس الشخصيات، على الرغم من أن الشخصيات الأقل غالبًا تتغير أيضًا. يتمثل أحد العناصر الدافعة في حبكات العديد من القصص في أن الشخصية الرئيسية تبدو غير قادرة في البداية على التغلب على القوى المعارضة، ربما بسبب افتقارها إلى المهارات أو المعرفة أو الموارد أو الأصدقاء. للتغلب على هذه العقبات، يجب أن تتغير الشخصية الرئيسية، ربما عن طريق تعلم مهارات جديدة، للوصول إلى شعور أعلى بالوعي الذاتي أو القدرة. يمكن للشخصيات الرئيسية تحقيق هذا الوعي الذاتي من خلال التفاعل مع بيئتهم، من خلال الاستعانة بمساعدة المُوجِّهين، أو عن طريق تغيير وجهة نظرهم، أو من خلال طريقة أخرى.

## بنية السرد الدرامي
خلال مسار السرد ذي البنية الثلاثية، غالبًا ما تتكشف منحنيات الشخصية بجانب القوس السردي بالطريقة التالية:

### الفصل الأول
خلال الفصل الأول، يتم إنشاء منحنى الشخصية أو إعادة تأسيسه لشخصية واحدة على الأقل، الشخصية الرئيسية (بطل الرواية)، ضمن عرض (noument) البيئة بما في ذلك العلاقات مع الشخصيات الأخرى. لاحقًا في الفصل الأول، تحدث حادثة ديناميكية على الشاشة تُعرف بالحادثة التحريضية أو المحفز الذي يواجه بطل الرواية، الذي تؤدي محاولاته للتعامل مع هذا الحادث إلى موقف ثانٍ وأكثر دراماتيكية، يُعرف بنقطة التحول الأولى. بعد نقطة التحول الأولى، لن تكون الحياة أبدًا كما كانت بالنسبة لبطل الرواية، وتثير سؤالًا دراميًا سيتم الإجابة عليه في ذروة القصة. يجب تأطير السؤال الدرامي من حيث دعوة بطل الرواية للفعل، على سبيل المثال، هل يستعيد (أ) الألماس؟ سوف تحصل على الفتاة؟ هل سيقبض (ب) على القاتل؟

### الفصل الثاني
خلال الفصل الثاني، الذي يُشار إليه أيضًا باسم «الحدث الصاعد»، يتطور منحنى الشخصية عندما يحاول بطل الرواية حل المشكلة التي بدأتها نقطة التحول الأولى، فقط لاكتشاف المواقف التي تزداد سوءًا، والتي غالبًا ما تؤدي إلى تعلم مهارات جديدة، واكتشاف القدرات، و (في بعض الأحيان في وقت متأخر من الفصل الثاني على الإطلاق) رفع الوعي الذاتي.

### الفصل الثالث
خلال الفصل الثالث، بما في ذلك الذروة، «الحدث النازل» والقرار (الخاتمة)، يكتمل القوس السردي رغم عدم اكتمال منحنى الشخصية. خلال الذروة، نظرًا لأن التوترات الرئيسية للقصة تصل إلى أكثر نقاطها حِدّة ويتم الإجابة على السؤال الدرامي، يصل منحى الشخصية إلى مكان تكتسب فيه الشخصية إحساسًا جديدًا بالشخصية التي أصبحت عليها. عندما يتم حلّ الحبكة وحبكاتها الفرعية، ينتقل تركيز الشخصية على شكل منحنى من تعلم أي مهارات جديدة أو اكتشاف القدرات الكامنة إلى إيقاظ مستوى أعلى من الوعي الذاتي، والذي بدوره يغير الشخصية التي ستصبح.

## أمثلة

### في الأدب
تتضمن بعض الأمثلة ما يلي:
- تُظهر مسرحية هاملت لشكسبير الشخصية التي تحمل الاسم نفسه، والتي كانت ذات يوم أميرًا أكاديميًا شابًا مليئًا بالوعود، وسرعان ما أصبح حزينًا بعد وفاة والده. تُظهر المسرحية سقوطه البطيء والمميت في الجنون.
- في رواية الجريمة والعقاب لدوستويفسكي، يرتكب بطل الرواية روديون رومانوفيتش راسكولينكوف جريمة قتل تقوده إلى طريق الخلاص، فبعد صراع داخلي حاد، يُدرك أنه بحاجة إلى العقاب على أفعاله، ويُبلّغ عن نفسه للسلطات.
- تتضمّن رواية البؤساء لفيكتور هيغو عددًا لا يحصى من الشخصيات التي تتحول على خلفية الأحداث الاجتماعية. يبدأ جان فالجان كمُدان أناني عنيف ويتطور ليصبح أبًا كريمًا ومحبًا لكوزيت، التي تتحول بدورها من طفلة تتعرض للإيذاء ووحيدة ومنعزلة إلى حد ما، إلى امرأة جميلة ومهتمة.
- يتحول بطل أورسولا لي غوين من روايتها ساحر الأرض [الإنجليزية]‏ تدريجيًا من شاب مندفع ومتعجرف إلى رجل رواقي وحكيم، مما يوفق بين الظلام الداخلي وجميع الأفعال السيئة التي تسبب فيها.
- تُظهر سلسلة روايات أغنية الجليد والنار لجورج ر. ر. مارتن أمثلة عديدة لمنحنيات الشخصيات الكاملة. تتحول دنيرس تارجارين من فتاة صغيرة ساذجة إلى ملكة وفاتحة. تخضع شخصية جون سنو لمنحنى مماثل في احتضان الحاجة إلى الحكم.

### في الأفلام
تتضمن بعض الأمثلة ما يلي:
- في فيلم توتسي، تبدأ شخصية داستين هوفمان كشوفينية كارهة للنساء، ولكن عندما يُجبر على لعب دور المرأة، فإنه يواجه أيضًا تغييرًا في كيفية رؤيته للمرأة ويصبح شخصية مختلفة في النهاية.
- في فيلم إمبراطورية الشمس، بدأ جيم (Jim) كفتى صغير غير مبالٍ. بعد أن استولى اليابانيون على شنغهاي وفصلوه عن عائلته، أُجبر على المعاناة من الصدمة بسبب الحرب.
- في فيلم العراب، الذي يُنظر إليه على نطاق واسع على أنه أحد أعظم الأفلام التي تم إنتاجها على الإطلاق، لم يرغب مايكل كورليوني في البداية في أي شيء يتعلق بأعمال الجريمة الخاصة بوالده فيتو كورليوني. عندما يُصاب فيتو بجروح خطيرة في إطلاق نار، يصبح مايكل تدريجيًا أكثر انخراطًا في حرب انتقامية ضد المسؤولين عن الحادث. سيُصبح زعيم عصابة كورليوني. وفي الجزء الثاني (1974)، يُظهر سقوط مايكل كنتيجة لتحوّله لزعيم الجريمة القوي.
- في فيلم سائق التاكسي، يتحول ترافيس بيكل من محارب قديم في حرب فيتنام، إلى ذهاني مهووس.

في فيلم الأصدقاء الطيبون، ينتقل هنري هيل (الذي يُشخّصه راي ليوتا) من كونه رجل عصابات لطيف وأنيق إلى مريض ومُحطّم بسبب إدمانه الشديد للكوكايين.
- في فيلم ملكة الثلج، تبدأ إلسا الفيلم باحتضان قوى الجليد الخاصة بها. بعد إصابة أختها، آنا، تخاف من قوتها وتعتبر نفسها وحشًا. بعد أن ضحّت أختها بنفسها، احتضنت إلسا أخيرًا قوتها مرة أخرى. تبدأ آنا الفيلم كفراشة اجتماعية ترغب في إلقاء نفسها بين أحضان أي رجل. بعد أن خانها هانز، تعلمت آنا أن المظهر قد يكون خادعًا في بعض الأحيان.
- في فيلم ثور: راجناروك، يبدأ الرجل الأخضر قصة تتعامل مع قبول نفسه كشخص واحد بدلاً من رؤية بروس بانر ككيان منفصل. يستمر في فيلم المنتقمون: الحرب اللانهائية ويختتم في المنتقمون: نهاية اللعبة.

### في التلفزيون
مثل القوس السردي، الذي غالبًا ما يتكون من العديد من الأقواس السردية، فإن منحنى الشخصية لا يقتصر على حدود قصة واحدة. قد يمتد منحنى الشخصية إلى القصة التالية أو تتمة أو حلقة أخرى. في المسلسل التلفزيوني العرضي، يعمل منحنى الشخصية كخطاف سردي يستخدمه الكتاب غالبًا لضمان استمرار المشاهدين في المشاهدة.
- استخدم المسلسل التلفزيوني ربات بيوت يائسات استخدامًا مكثفًا لمنحنيات الشخصيات طوال عرضه، مع استخدام أقواس سردية (أو الألغاز، كما اشتهر به) لتحريك الحبكة في الخلفية، مثل الأبطال الأربعة، سوزان ماير، ولينيت سكافو، وبري فان دي كامب، وغابريال سوليس، مع نواقصهم وعيوبهم المختلفة، من خلال عيون صديقتهم وجارتهم المتوفاة، ماري أليس يونغ.
- على مدار المسلسل التلفزيوني زينا: الأميرة المحاربة (أول موعد بث في الولايات المتحدة: سبتمبر 1995)، بدأت غابرييل من فتاة زراعية يونانية شابة مثالية لتصبح محاربة، وفي النهاية، أصبحت خليفة زينا.[بحاجة لمصدر]
- في المسلسل التلفزيوني بافي قاتلة مصاصي الدماء، تمر شخصيات متعددة عبر منحنى شخصي كبير. تنتقل بافي من كونها فتاة في الوادي تريد الهروب من مصيرها إلى كونها محاربة ملتزمة بمصيرها. تنتقل ويلو من كونها فتاة خجولة إلى أقوى ساحرة في العالم.
- يركز مسلسل لوست على منحنيات الشخصية لكل ناج من تحطم طائرة. قبل قبول جاك شيبارد دوره كحامي للجزيرة، انتقل جاك شيبارد من رجل محتال أناني إلى زعيم ناضج، واكتشف جون لوك مصيره في الجزيرة.
- يركز مسلسل سمولفيل (أول عرض في الولايات المتحدة: أكتوبر 2001) على منحنيات الشخصيات لكل من شخصياتها الرئيسية أثناء تقدمهم في هويات كتابهم الهزلي سوبرمان. تمحور منحنى كلارك كينت حول القبول التدريجي لمصيره وأن يصبح بطلاً. يتتبع المسلسل أيضًا تقدم ليكس لوثر في الظلام ومحاكاة لويس لين لابنة عمها كلوي عندما أصبحت صحفية صلبة. الشخصيات الأخرى لها طابعها النهائي الذي ألمح إليه ولكن لم يتم تحديده أو إدراكه بشكل صريح على الشاشة، مثل صعود بيري وايت إلى محرر ديلي بلانيت وصعود ليكس لوثر إلى منصب رئيس الولايات المتحدة. بالإضافة إلى الشخصيات الفردية، هناك منحنيات تتضمن العديد من الشخصيات التي تتشابك لتخبرنا عن تشكيل فرقة العدالة.[بحاجة لمصدر]
- في مسلسل اختلال ضال، يبدأ والتر وايت كمدُرسّ كيمياء في المدرسة الثانوية يعاني من مرض خطير أثناء محاولته إعالة أسرته ماليًا. يبدأ قراره في أن يصبح منتجًا للعقاقير غير المشروعة التي تسبب الإدمان في دوامة هبوط تتركه فيه زوجته، والتر وايت، وتتحول شخصيته من شخص عادي خجول ومسؤول أخلاقياً إلى زعيم مخدرات متلاعب، جائع للسلطة، وخطير.

## المعلومات الكاملة للمراجع
- Bell، James Scott (2004)، Write Great Fiction:  Plot & Structure، Cincinnati: Writer's Digest Books، ISBN:1-58297-294-X
- Gerke، Jeff (2010)، Plot versus Character:  A Balanced Approach to Writing Great Fiction، Cincinnati: Writer's Digest Books، ISBN:978-1-58297-992-2
- Trottier، David (2010). The screenwriter's bible: a complete guide to writing, formatting, and selling your script (ط. 5th). Los Angeles: Silman-James Press. ISBN:1935247026.